# 5 WOMEN
『5♥WOMEN』（ファイブ・ウィーメン）は、SEAMO初のコラボ・ミニアルバム。

## 解説
- タイトル通り、5人の女性アーティストをゲストに迎えた初のコラボレーションアルバム。
- 価格は1,800円である。
- 初回仕様限定盤には、全国5箇所で実施予定の「SEAMOと一緒にメリークリスマス!ツアー」の応募券を封入。

## 収録曲
1. クリスマス大作戦 feat. 紗羅マリー
TBS系列『CDTV』12月度オープニングテーマ
「2010 ららぽーと Colorful Xmas」CMソング
2. Hungry feat. miray
3. Change feat. Metis
4. Slow Down feat. Tiara
5. Were you happy? feat. AZU